# غرايم بيفيريدغ
غرايم بيفيريدغ (بالإنجليزية: Graeme Beveridge)‏ هو لاعب اتحاد الرغبي بريطاني، ولد في 17 فبراير 1976 في إدنبرة في المملكة المتحدة.

## وصلات خارجية
- غرايم بيفيريدغ على موقع دوري الرغبي الممتاز (الإنجليزية)
- غرايم بيفيريدغ عل موقع إسبنسكروم (الإنجليزية)
- غرايم بيفيريدغ على موقع ItsRugby.co.uk (الإنجليزية)